# Corynephorus
Corynephorus là một chi thực vật có hoa trong họ Hòa thảo (Poaceae).

## Loài
Chi Corynephorus gồm các loài: